# Нил, Стивен (спортсмен)
Стивен Мэттью Нил (англ. Stephen Matthew Neal; 9 октября 1976 года, Сан-Диего, штат Калифорния, США) — американский борец вольного стиля, игрок в американский футбол, выступавший в Национальной футбольной лиге (НФЛ). По вольной борьбе: чемпион мира, чемпион Панамериканских игр. В американском футболе — трёхкратный чемпион Супербоула.

## Спортивная карьера

### Вольная борьба
- Чемпион мира (1999).
- Чемпион Панамериканских игр (1999).
- Победитель Тихоокеанских игр (1995)[англ.].

- Чемпион США (1999).
- Победитель студенческого NCAA чемпионата США (1998, 1999), серебряный призёр NCAA чемпионата США (1997)[3].

### Американский футбол
- Чемпион НФЛ США — чемпион Супербоула (2002, 2004, 2005).

Выступая на соревнованиях по борьбе, в 1995 году победил будущего известного футболиста НФЛ Рики Уильямса, а в 1999 году победил Брока Леснара.
Являлся одним из немногих игроков НФЛ, кто не имел любительской карьеры в американском футболе.

## Признание
- В 1999 году был удостоен трофея Дэна Ходжа[англ.], вручаемого лучшему борцу-студенту колледжа года в США[5].
- В 1999 году был обладателем приза Джона Смита, вручаемого лучшему борцу-вольнику года в США[6].
- В 2012 году введен в Зал национальной славы борьбы США[7].